# Chambre régionale de commerce et d'industrie Limousin-Poitou-Charentes
La chambre régionale de commerce et d'industrie du Limousin-Poitou-Charentes avait son siège à Limoges Boulevard des Arcades. Elle regroupait les CCI du Limousin et de Poitou-Charentes. Fin 2006, elle s'est séparée en 2 : chambre régionale de commerce et d'industrie Poitou-Charentes et chambre régionale de commerce et d'industrie Limousin.

## Mission
À ce titre, elle était un organisme chargé de représenter les intérêts des entreprises commerciales, industrielles et de service du Limousin et de Poitou-Charentes et de leur apporter certains services. Elle mutualise et coordonne les efforts des CCI du Limousin et de Poitou-Charentes.
Comme toutes les CCI, elle est placée sous la double tutelle du ministère de l'Industrie et du ministère des PME, du Commerce et de l'Artisanat.

### Service aux entreprises
- Création, transmission, reprise des entreprises ;
- Innovation ARIST ;
- Formation et emploi ;
- Services aux entreprises ;
- Observatoire Economique Régional ;
- Études et Développement ;
- Aménagement et développement du territoire ;
- Environnement et développement durable ;
- Tourisme ;
- Appui aux entreprises du commerce ;
- Performance industrielle ;
- Appui à l’international ;
- Emploi et développement des compétences ;
- Intelligence économique ;
- Appui aux mutations ;
- Services à la personne.

## CCI en faisant partie
- chambre de commerce et d'industrie d'Angoulême
- chambre de commerce et d'industrie de Cognac
- chambre de commerce et d'industrie de la Creuse
- chambre de commerce et d'industrie des Deux-Sèvres
- chambre de commerce et d'industrie de La Rochelle
- chambre de commerce et d'industrie de Limoges et de la Haute-Vienne
- chambre de commerce et d'industrie du pays de Brive
- chambre de commerce et d'industrie de Rochefort et de Saintonge
- chambre de commerce et d'industrie de Tulle et Ussel
- chambre de commerce et d'industrie de la Vienne

## Historique
- 1964 : Création de la chambre.
- 9 décembre 2006 : Création de la chambre régionale de commerce et d'industrie Limousin.

## Pour approfondir